# Eurybia ferruginea
Eurybia ferruginea är en fjärilsart som beskrevs av D'almeida 1922. Eurybia ferruginea ingår i släktet Eurybia och familjen Riodinidae. Inga underarter finns listade i Catalogue of Life.